# فيستا إيطاليانا (مهرجان)
فيستا ايطاليانا أو المهرجان الإيطالي هو احتفال عرقي يجري سنويًا في حديقة مهرجانات هنري مايِّر (Henry Maier Festival Park)، في ميلواكي ويسكونسن. وهو أكبر مهرجان للأمريكيين الإيطاليين في الولايات المتحدة، ويستعرض الموسيقي والطعام والترفيه الإيطالي. ومن خلال دعم المركز الاجتماعي الإيطالي، يُعرف المهرجان أيضًا بعروض الألعاب النارية التي تقيمها بارتولوتا للألعاب النارية (Bartolotta Fireworks).
بسبب هذا الحدث، إلى جانب مهرجان الصيف (Summerfest)، ومهرجانات عرقية وثقافية أخرى كثيرة عبر المدينة، تُلقب مديني ميلواكي ب "مدينة المهرجانات".

## روابط خارجية
- official website
- Bartolotta Fireworks